# All the Best (Francesco De Gregori)
All the best è una raccolta del cantautore italiano Francesco De Gregori, pubblicata nel 1992. L'album è stato masterizzato da Guido De Toma, mentre la foto che compare in copertina è di Peppe D'Arvia.

## Tracce
Testi e musiche di Francesco De Gregori.

### Disco 1
Lato A
1. Alice
2. Niente da capire
3. Pablo
4. Piano bar
5. Rimmel

Lato B
1. Buonanotte fiorellino
2. Bufalo Bill
3. Giovane esploratore Tobia
4. Natale
5. Generale

### Disco 2
Lato A
1. Ma come fanno i marinai
2. Cosa sarà
3. Viva l'Italia
4. Stella stellina
5. Gesù bambino

Lato B
1. Titanic
2. I muscoli del capitano
3. La leva calcistica della classe '68
4. Centociquanta stelle
5. La donna cannone